# Уводь
У́водь — река в Ивановской и Владимирской областях; левый приток Клязьмы.
Длина реки составляет 185 км, площадь водосборного бассейна — 3770 км², средний расход в 30 километрах от устья — 19 м³/сек. Крупные притоки — Урожка, Талка (левые); Востра, Ухтохма, Вязьма, Тальша, Наромша (правые).
На реке расположены города Иваново и Кохма. На берегу реки в 0,75 км к северо-западу от эпонимного села и в 2,5 км к юго-востоку от села Писцово обнаружено селище Кожевники XVIII века.

## Описание

Бассейн Клязьмы

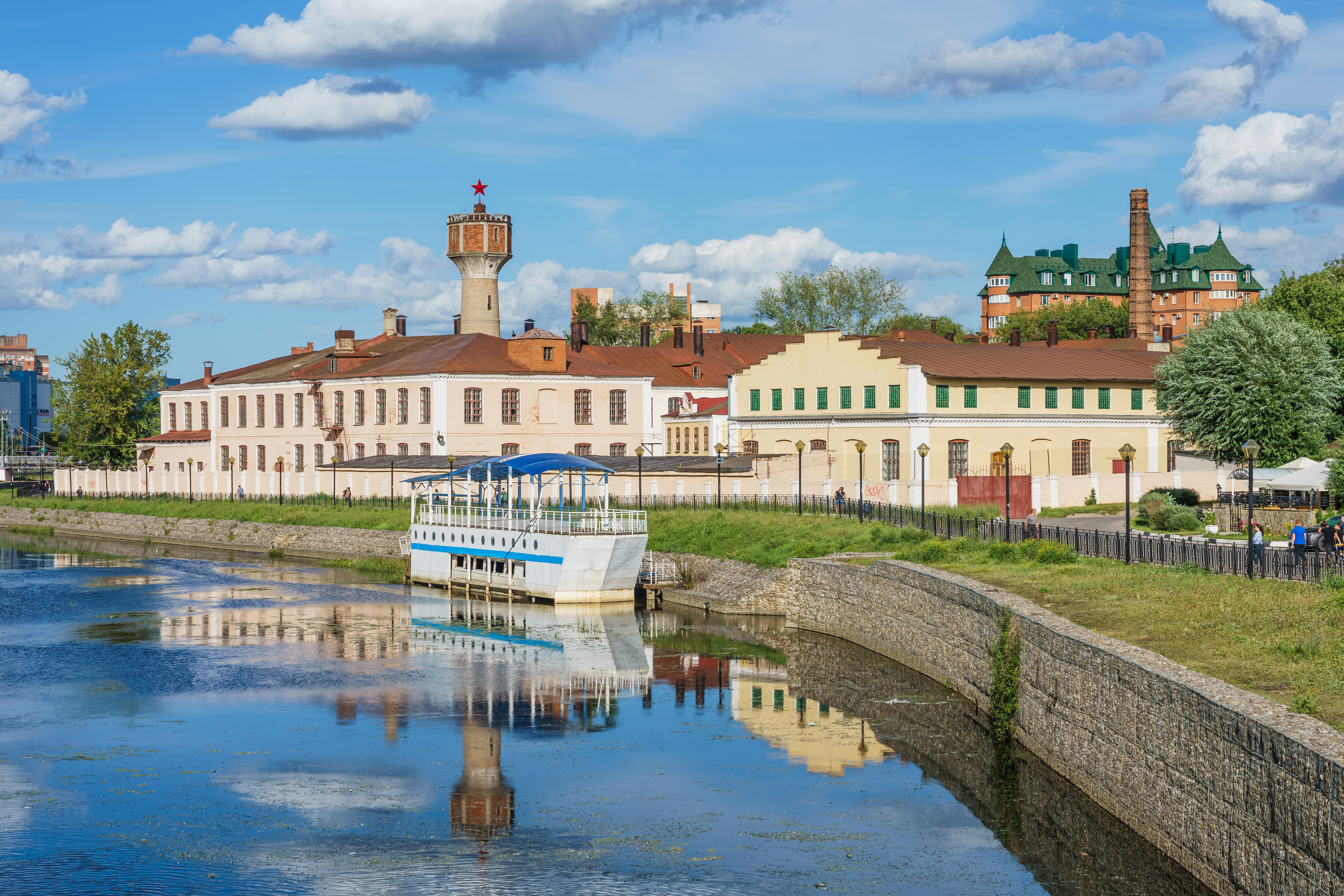
Река Уводь в районе площади Пушкина, Иваново

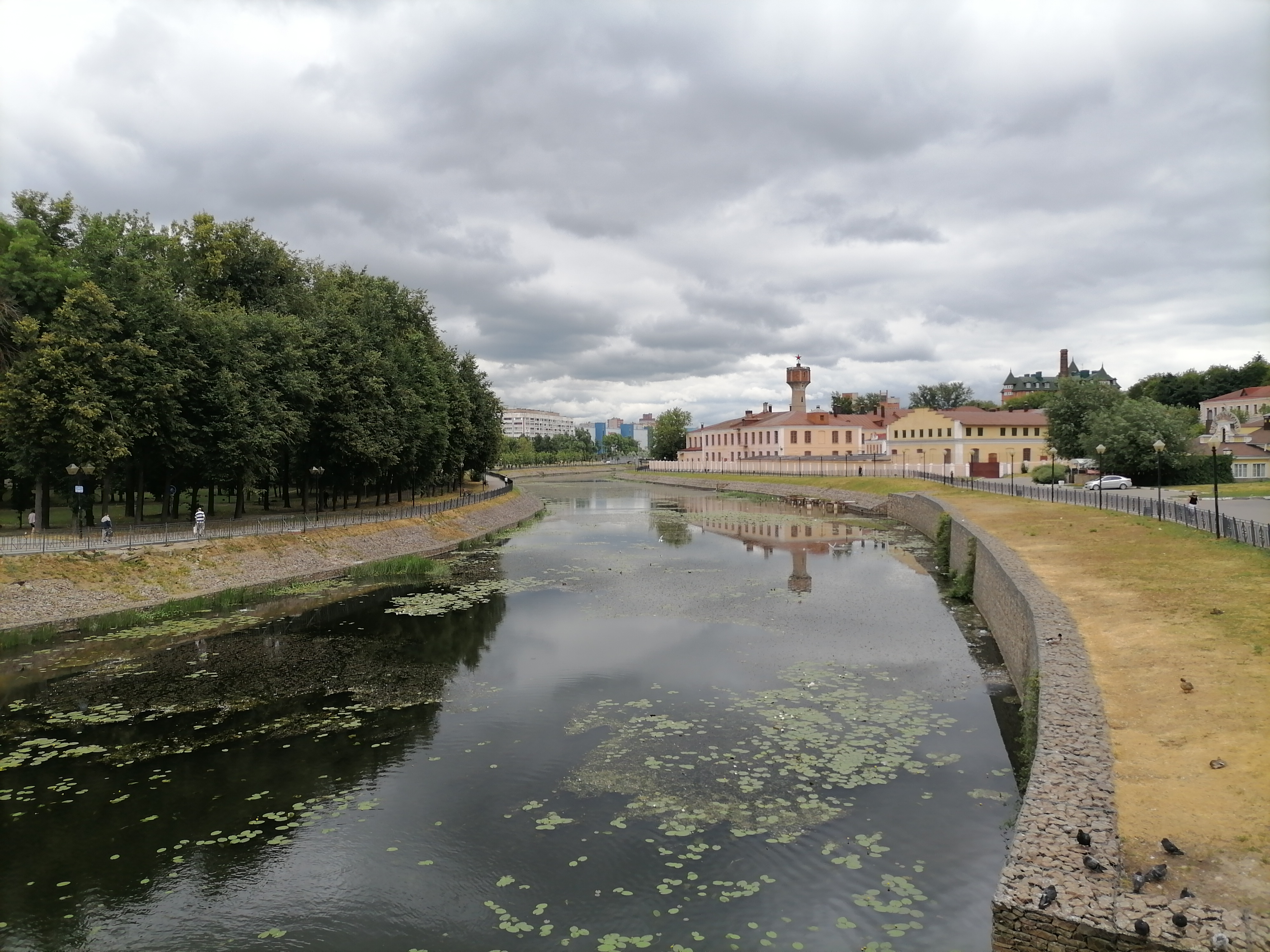
Вид с Театрального моста

Уводь вытекает из Андреевских болот к северо-востоку от города Комсомольска.
В верхнем течении — небольшая речка со слабоизвилистым руслом и редкими островами и перекатами. Ширина не превышает 10 м, берега лесистые, всхолмлённые.
К северу от Иванова на Уводи в 1937 году создано Уводьское водохранилище. Его ширина достигает 1,5 км, длина — 37 км, глубина — 15 м.
Целью водохранилища является снабжение водой Иванова. Так как маловодная Уводь не способна обеспечить нужное количество воды, водохранилище пополняется волжской водой по каналу Волга — Уводь. Сток из водохранилища в город регулируется плотиной у деревни Уводь. В черте самого Иванова на реке ещё две плотины.
Сразу за Ивановом Уводь протекает через город Кохму, от него до устья Вязьмы река течёт по сильно пересечённой лесистой равнине. Берега песчаные, скорость течения небольшая.
Приняв справа два крупных притока — Ухтохму и Вязьму, Уводь расширяется и начинает образовывать многочисленные старицы, протоки и острова, среди которых зачастую теряется крайне извилистое основное русло. В некоторых местах Уводь образует озёровидные расширения. Такой характер река сохраняет вплоть до устья.
В 2 км к северу от Коврова Уводь и Клязьма соединяются протокой. Основное русло Уводи впадает в Клязьму десятью километрами ниже.
В черте города Иваново через реку Уводь перекинуты мосты:
- Фабричный (Фабричный проезд),
- Нардомовский (улица Громобоя),
- Соковский (Шереметевский проспект),
- Театральный (проспект Ленина),
- Энергетиков (улица Суворова),
- Инженерный (улица Смирнова),
- Домостроителей (улица Павла Большевикова), а также четыре железнодорожных и три малых пешеходных моста.

## Притоки
(км от устья)
- 23 км: Луйка (левый)
- Сингорька (левый)
- 29 км: Наромша (правый)
- 42 км: река Тальша (правый)
- Колдомка (левый)
- Чешиха (левый)
- Мелена (левый)
- Варжевка (левый)
- Объедовка (правый)
- 62 км: Вязьма (правый)
- Табачная (левый)
- Никулиха (левый)
- Никулина (левый)
- 71 км: Ухтохма (правый)
- Жуковка (левый)
- Шепелевка (левый)
- Соседка (?) (правый)
- Поповка (правый)
- 90 км: Востра (правый)
- Чёрная (левый)
- Страданка (правый)
- 104 км: Сиверка (левый)
- Харинка (левый)
- 121 км: Талка (левый)
- Кокуй (правый)
- Варгин ручей (правый).
- 130 км: Чернавка (правый)
- Красавица (левый)
- Лагиш (правый)
- 175 км: Урожка (левый)
- Чёрная, у с. Писцово (левый)